# Ноль-Пикет
Ноль-Пике́т — посёлок в Асиновском районе Томской области, Россия. Входит в состав Батуринского сельского поселения.

## География
Село находится на берегу реки Чулым, на севере Асиновского района. Село окружают таёжные хвойные и смешанные леса.
Площадь посёлка — 52 га. Расстояние до центра поселения — 5 км, до Асина — 135 км.

## Население
| 1939 | 1970 | 1979 | 1989 | 2002 | 2010 | 2012 |
| ---- | ---- | ---- | ---- | ---- | ---- | ---- |
| 259  | ↗679 | ↘427 | ↘290 | ↘188 | ↘124 | ↗125 |
| 2013 | 2014 | 2015 | 2019 | 2021 |      |      |
| ↘120 | ↘111 | ↘106 | ↘86  | ↘42  |      |      |

## Социальная сфера
В посёлке есть начальная общеобразовательная школа.
Работает фельдшерско-акушерский пункт.
Ближайшая средняя (полная) общеобразовательная школа находится в селе Батурино — центре поселения.